# Lago Drawsko
Il lago Drawsko è un lago della Polonia.